# Жиленко, Нина Александровна
Нина Александровна Жиленко (ур. Красноруцкая, род. 10 мая 1937, Батайск, Ростовская обл.) — журналист, выпускница Ленинградского государственного университета, в разные годы была руководителем литературно-драматической части, начальником отдела по связям с общественностью Башкирского государственного театра оперы и балета, создатель и редактор театрального журнала, а затем газеты «Аксаковский дом», заслуженный работник культуры Республики Башкортостан (2012). Публикуется в республиканских изданиях, а также в журнале «Балет», газетах «Культура», «Музыкальное обозрение» и др. Консультант Международного культурного проекта «Нуреевские сезоны», приняла участие в съемках документального фильма «Рудольф Нуреев. Мятежный демон».

## Биография
Жиленко Нина Александровна родилась 10 мая 1937 года в г. Батайске Ростовской области в семье офицера Советской Армии. В 1954 году окончила среднюю школу с серебряной медалью в г. Тамбове и поступила на филологический факультет Ленинградского государственного университета. По окончании университета работала литсотрудником,
завотделом писем и массовой работы с рабселькорами в Гремяченской районной газете «Ленинская правда» Воронежской области. Активно участвовала в художественной самодеятельности (художественное чтение, танцы). В 1960 году приехала в Уфу к месту институтского распределения мужа, и с тех пор вся её жизнь и творчество отданы ставшему родным городу, республике.
Более четверти века трудилась на крупном предприятии авиационной промышленности — Уфимском агрегатном производственном объединении редактором многотиражной газеты. Единственная среди редакторов-многотиражников Уфы отмечена правительственными наградами. Активно участвовала в общественной жизни (член парткома нескольких созывов, председатель женсовета объединения, член правления, ревизионной комиссии Башкирского отделения Союза журналистов СССР и др.), участвовала и в разных жанрах художественного самодеятельного творчества. В течение 20 лет была сценаристом народной киностудии «Авангард», фильмы, снятые по её сценариям стали лауреатами Всесоюзного и многих республиканских конкурсов кинолюбителей («Всегда в поиске» — о рабочем-новаторе, «Уфимские кружева» — о деревянной архитектуре Уфы, «Поющий металл» — о художнике-чеканщике и др.). Член жюри республиканского конкурса кинолюбителей «Уфимская зима». Ведущая передачи «Объектив кинолюбителя» на Башкирском телевидении (70-80 гг.). Дипломант I Республиканской фотовыставки «Башфото-77». Организатор и ведущая вечеров «От всей души», проводимых в Доме культуры «Авангард» (1975—1985 гг.) и получивших большое общественное признание. Автор книги по истории Агрегатного объединения. Она также среди первых организаторов Шаляпинского движения в Уфе.
С начала 90-х годов работала в газетах «Аргументы и факты. Башкортостан», «Рампа». Постоянный автор газет «Республика Башкортостан» (раньше — "Советская Башкирия, «Известия Башкортостана»), «Вечерняя Уфа», «Башкортостан», «Молодежная газета», журнала «Ватандаш» и др., где выступает с яркими публикациями на темы культуры и искусства.
С 1998 по 2017 гг работала в литературной части Башкирского государственного театра оперы. Организовала выпуск театрального журнала «Аксаковский дом» (четыре номера за 1998—2000 гг., ставшие букинистической редкостью), театральные страницы о ярких событиях, премьерах, юбилеях, фестивалях, солистах оперы и балета в газетах «Вечерняя Уфа» («Бельэтаж»), «Республика Башкортостан», «Башкортостан». Ведет активную просветительскую работу во всех средствах массовой информации. Её материалы печатают московские журналы «Балет», «Культпоход». Более 10 лет вела встречи в музыкальных гостиных, нашла свою, оригинальную манеру общения с публикой, создает непринужденную, искреннюю и душевную атмосферу встреч, умеет ярко рассказать о композиторах, произведениях, исполнителях.
В 2007 году выпустила книгу «Гран-па башкирского балета» — первую в истории театра всеохватную летопись балетной труппы. Книга нашла широкого читателя — и среди профессионалов, и среди любителей хореографического искусства.

## Семья
- Отец. Александр Георгиевич Красноруцкий (15 марта 1912, слобода Копанки Воронежской области - 1 февраля 1993, Уфа). Родился в бедной крестьянской семье. 5 мая 1931 года по спецнабору по линии ЦК комсомола поступил на учебу в Батайское авиационное училище Гражданского Воздушного Флота (ГВФ) на техническое отделение. В 1933 году окончил училище и работал там же авиатехником по эксплуатации самолетов и авиадвигателей.  Во время Великой Отечественной войны с 28 июня по 15 ноября 1941 года принимал участие в боях в составе войск Орловского военного округа (после – Западного фронта). Вначале в эскадрилье особого назначения ночных бомбардировщиков, потом – в группе по эвакуации с линии фронта в тыл подбитых и неисправных самолетов. До конца войны  служил в Тамбовском летном училище, обучал курсантов-летчиков – бомбардировщиков и штурмовиков.  Член КПСС с 1941 года. До 1957 года служил офицером в рядах Советской Армии. Капитан в отставке.   Награды: Орден Боевого Красного Знамени, Орден Красной Звезды, медаль «За боевые заслуги», медаль «За победу над Германией в ВОВ 1941-1945 г.г.», юбилейные медали, медаль «За доблестный труд. В ознаменование 100-летия со дня рождения В.И.Ленина», почетные знаки.
- Мать. Клавдия Ивановна Красноруцкая (4 января 1912, слобода Копанки Воронежской области - 6 февраля 1987, Уфа), домохозяйка, портниха.
- Сестра. Татьяна Александровна Азовцева (ур. Красноруцкая 27 мая 1942, станция Урсатьевская, Узбекская ССР - 11 марта 2005, Воронеж), инженер-химик.
- Муж. Валентин Николаевич Жиленко (15 июня 1935, Алма-Ата, ущелье Озерное, поселок НКВД - 21 июля 2010, Уфа). Окончил Ленинградский институт инженеров железнодорожного транспорта, инженер-электромеханик. По распределению работал мастером цеха КИП депо станции Дёма (1960-1962). Затем до конца жизни на Уфимском агрегатном производственном объединении – инженер, зам.начальника отдела, зам главного контролера, главный контролер УАПО,  руководитель госприемки, ведущий инженер Башкирского центра стандартизации и качества продукции, зав. сектором сертификации и качества продукции УАПО.
- Дети: Владимир Валенитнович Жиленко (род. 1962), Елена Валентиновна Жиленко (1964 - 2002).
- Внуки: Александр Владимирович Жиленко (род. 1985), Валентина Сергеевна Айшпор (род. 1986), Татьяна Владимировна Жиленко (род. 1999).
- Правнук. Ярослав Александрович Жиленко (род. 2015).

## Награды
- юбилейная медаль «За доблестный труд. В ознаменование 100-летия со дня рождения В. И. Ленина» (1970);
- медаль «За трудовое отличие» (1977);
- знак ЦК КПСС, СМ СССР. ВЦСПС и ЦК ВЛКСМ «Победителю социалистического соревнования 1975 года»;
- знак ЦК КПСС, СМ СССР. ВЦСПС и ЦК ВЛКСМ «Победителю социалистического соревнования 1978 года»;
- знак ВЦСПС «За достижения в самодеятельном искусстве»;
- медаль «Ветеран труда» (1990);
- заслуженный работник культуры Республики Башкортостан (2012).